# فيل إدواردز
فيل إدواردز (بالإنجليزية: Phil Edwards)‏ (8 نوفمبر 1985 في المملكة المتحدة - ) هو لاعب كرة قدم بريطاني في مركزي الوسط والدفاع. لعب مع ستيفيناغ بوروه ونادي أكرينغتون ستانلي ونادي بيرتن ألبيون ونادي روتشديل وويغان أتلتيك ونادي موركامب.

## وصلات خارجية
- فيل إدواردز على موقع قاعدة بيانات كرة القدم.إي يو (الإنجليزية)
- فيل إدواردز على موقع Soccerbase.com (لاعب) (الإنجليزية)